# Броджани
45°28′ пн. ш. 15°40′ сх. д. / 45.47° пн. ш. 15.66° сх. д.
Броджани (хорв. Brođani) — населений пункт у Хорватії, у Карловацькій жупанії у складі міста Карловаць.

## Населення
Населення за даними перепису 2011 року становило 141 осіб.
Динаміка чисельності населення поселення: